# ثقافة سويسرا

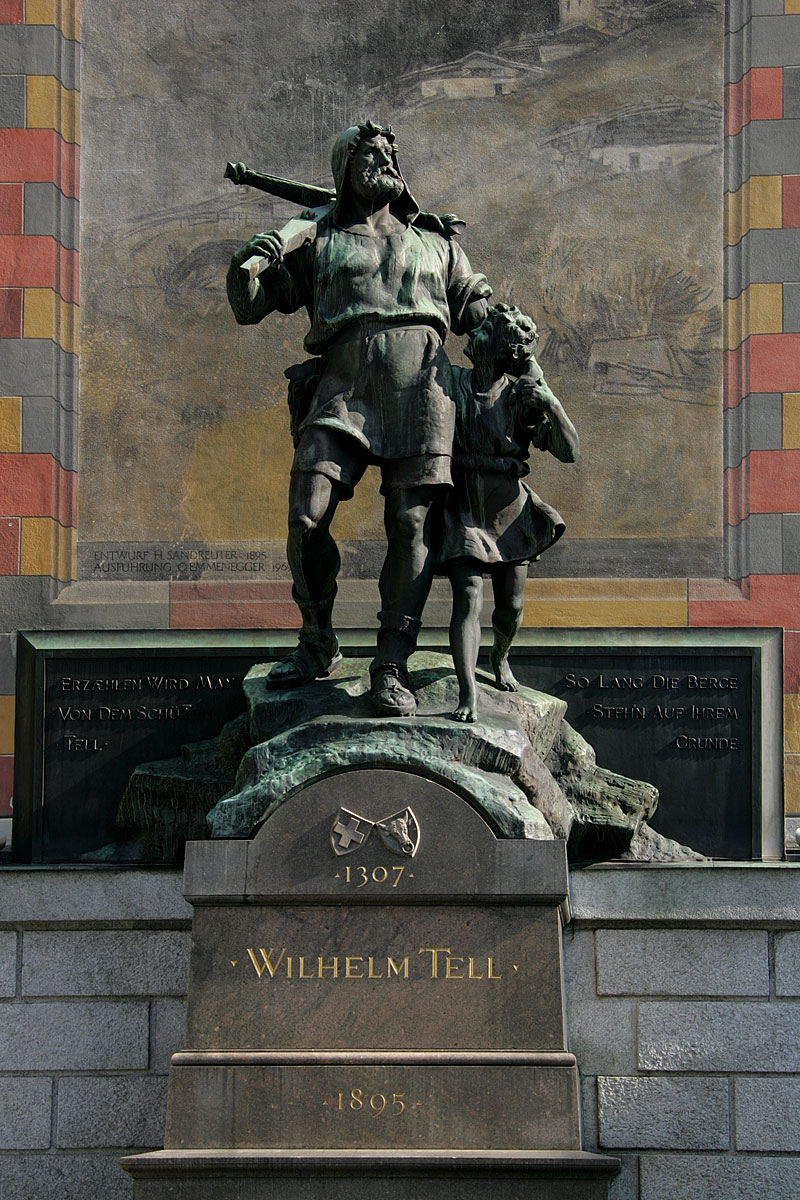
تمثال في ألتدورف.

تقع سويسرا في ملتقى عدة ثقافات أوربية رئيسية. وتعتبر الثلاث اللغات الوطنية لسويسرا وهي الألمانية والفرنسية والإيطالية من اللغات الأساسية في القارة، بالإضافة إلى الرومانشية ويتحدث بها أقلية صغيرة. لذلك تتسم الثقافة السويسرية بالتنوع وهو ما ينعكس على اتساع العادات والتقاليد للمنطقة. يعتبر أيضاً أقاليم سويسرا الستة والعشرين سبباً في تنوع الثقافة الكبير.
لعبت جبال الألب دوراً أساسياً في تشكيل التاريخ وثقافة سويسرا على الرغم من الفروق الإقليمية. وأصبحت منطقة غوتهارد باس النواة لحلف سويسرا في بداية القرن الرابع عشر.
وفي هذه الأيام، تمتلك جميع المناطق الجبلية ثقافة التزلج وتسلق الجبال وترتبط أيضاً بالفنون الشعبية مثل الفورن والأغنية البكائية. وتتضمن الرموز الثقافية الأخرى الشوكلاتة السويسرية والأجبان والساعات والجرس وسيف الجيش السويسري.

## الفنون الشعبية

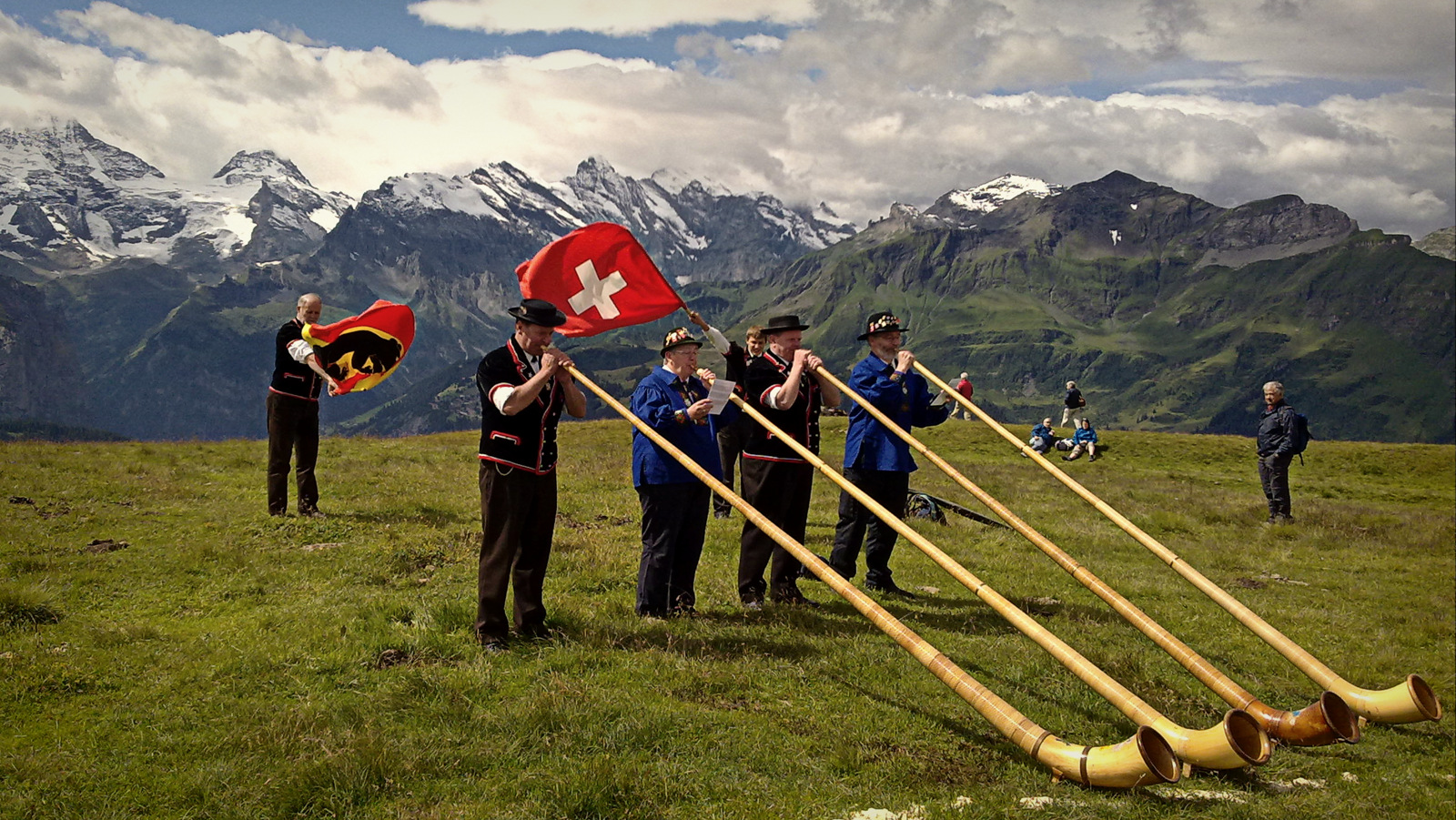
مهرجان غرينديموالد لالفورن في سويسرا.

مازالت الفنون الشعبية على قيد الحياة في المنظمات في جميع أنحاء الدولة. وفي سويسرا تجلت الفنون الشعبية غالباً في الموسيقى والرقص والشعر ونحت الخشب والتطريز. ويوجد أيضاً العديد من الطقوس الإقليمية والمحلية تحدد في أوقات معينة من السنة. وفيما يخص الأغنية البكائية وكونها النمطية لسويسرا إلا أنها ليست منتشرة وتقتصر فقط على المناطق الجبلية. وينطبق أيضا الشيء نفسه على الأكورديون، التي أحيانا يطلق عليها اسم Schwiizerörgeli، مما يعني أنها كانت آلة موسيقية سويسرية بدلا من الألمانية Handorgel.
تعتبر الفورن آلة موسيقية تشبه البوق مصنوعة من الخشب واستخدامها أساسي في المناطق الجبلية، وقد يكون منتشر جدا في بعض المناطق الأخرى ,ومثل الأغنية البكائية أو الأكورديون فقد أصبح الفورن رمزا للموسيقى السويسرية التقليدية.
تختلف أنغام الموسيقى الشعبية بين منطقة وأخرى. وبشكل عام تكون هذه الأنغام في المناطق الرعوية منتشرة وواسعة النطاق. وتكون هذة الأنغام الشعبية أيضا في جبال الألب الداخلية والجنوبية، وتكون الأنغام أكثر لحنا وذات صوت منخفض. وتعبر المواضيع المنتشرة والأكثر شيوعاً هي عن الحب والوطن؛ وأيضاً تعتبر مواضيع الوطنية والرعوية والصيد مألوفة كذلك. تتميز الثقافات الشعبية في جبال الألب برقصات معبرة جداً. ويمكن العثور على الفرق الموسيقية الصغيرة في المناطق الجبلية خصوصا في المنطقة الناطقة بالفرنسية من سويسرا. ويعتبر الشكل الأكثر شيوعاً من نحت الخشب هو نحت رقاقة الخشب . ومن هذا القبيل عادة يعد النحت لزخرفة الأشياء اليومية, مثل المقاعد الخشبية التي تتسم بأنها بلا ظهر ولا ذراعين والأجراس التي توضع في شريط حول العنق و الملاعق الخشبية وعصا المشي ويعتبر أيضا نحت الأرقام شائعا لاسيما الأرقام المتعلقة بتاريخ ميلاد المسيح.وفي بعض المناطق يستخدم بكثرة نحت الخشب لتزيين واجهات المنازل . وينتشر ذلك على نطاق واسع في منطقة أوبرلاند حيث تسود المسيحية البروتستانتية . ويقل نحت الخشب في المناطق الكاثوليكية الرومانية . أيضا يكثر التطريز في الملابس التراثية خاصة ملابس النساء. غالبا ما يقتصر التطريز على النقاط البارزة مثل الأصداف والقبعات والأوشحة. وأيضا يستخدم التطريز في تزيين القماش. وقديما , كان التطريز صناعة منزلية في الشمال الشرقي وشرق سويسرا. في الوقت الحاضر يقتصر التطريز للسياحة كالملابس التراثية التي لم تعد على قيد الاستخدام.